# جاي ستيوارد ديفيس
جاي ستيوارد ديفيس (بالإنجليزية: J. Steward Davis)‏ هو محامي أمريكي، (و. 1890  م).